# Ernst Fink (Politiker, 1933)
Ernst Fink (* 22. Mai 1933 in Rankweil; † 25. Juni 2011 ebenda) war ein österreichischer Politiker (ÖVP) und Gutsverwalter. Er war von 1984 bis 1994 Abgeordneter zum Vorarlberger Landtag.

## Ausbildung und Beruf
Fink besuchte die Volksschule in Rankweil und absolvierte danach die landwirtschaftliche Fachschule Mehrerau und von 1952 bis 1955 die Höhere Bundeslehranstalt Raumberg-Seefeld. Er arbeitete von 1955 bis 1967 als Angestellter des Gutshofes Maldina  und führte danach von 1967 bis 1993 den Gutshof als Gutsverwalter. Danach war er von 1970 bis 1993 als Gutsverwalter des Versorgungsheimes Rankweil beschäftigt, 1993 erfolgte seine Pensionierung. Neben seiner Tätigkeit als Gutsverwalter war Fink zwischen 1974 und 1996 auch als Lehrer für Landtechnik an der Landwirtschaftlichen Fachschule Hohenems beschäftigt.

## Politik und Funktionen
Fink trat um 1951 der Österreichischen Volkspartei bzw. deren Teilorganisation, dem Österreichischen Bauernbund, bei. Er war ab 1974 Obmann des Bauernbundes Rankweil und wurde 1975 Ersatzmitglied der Gemeindevertretung von Rankweil, wobei er diese Funktion bis 1995 innehatte.
Er gehörte als Abgeordneter des Wahlbezirkes Feldkirch vom 6. November 1984 bis zum 3. Oktober 1994 dem Vorarlberger Landtag an und war während dieser Zeit Mitglied der Landesparteileitung der ÖVP Vorarlberg und Mitglied der Bezirksparteileitung der ÖVP Feldkirch. Des Weiteren war er Mitglied der Bezirksleitung des Bauernbundes Feldkirch, Mitglied der Regio Vorderland und Mitglied der Geschworenen- und Schöffenlistenkommission. Zudem engagierte er sich in verschiedenen Absolventenvereinen, Viehzuchtverbänden und als Kammerrat der Landwirtschaftskammer Vorarlberg. Fink war auch im Sennerei- und Viehzuchtverein Rankweil sowie im Obst- und Gartenbauverein Rankweil aktiv, Landesobmann des Obst- und Gartenbauvereins Vorarlberg und Mitglied des Männerchores Rankweil.

## Privates
Ernst Fink wurde als Sohn des Gutsverwalters Adolf Fink und dessen Gattin Anna geboren. Er heiratete 1957 Helma Vonbank und wurde zwischen 1958 und 1962 Vater von drei Söhnen.

## Auszeichnungen
- Großes Verdienstzeichen des Landes Vorarlberg (1996)